# بطولة كرة القدم الألمانية 1907
بطولة كرة القدم الألمانية 1907 هو الموسم 5 من بطولة كرة القدم الألمانية ‏. أقيم خلال الفترة 21 أبريل 1907 وحتى 19 مايو 1907، وأشرف على تنظيمه اتحاد ألمانيا لكرة القدم، وكان عدد الأندية المشاركة فيه 6، وفاز فيه نادي فريبيرغ.